# Epigelasma radiata
Epigelasma radiata là một loài bướm đêm trong họ Geometridae.